# Paraethria
Paraethria is een geslacht van vlinders van de familie spinneruilen (Erebidae), uit de onderfamilie Arctiinae.

## Soorten
- P. angustpennis Rothschild, 1911
- P. flavosignata Rothschild, 1911
- P. mapiria Draudt, 1915
- P. triseriata Herrich-Schäffer, 1855